# Wasit
Wāsiṭ (in arabo واسط‎?) è una città dell'Iraq, assai fiorente nel periodo classico della storia islamica ma decaduta a rango di piccolo centro urbano in età moderna e contemporanea.
Oggi essa fa parte del Governatorato di Wasit, a SE di Kut, nell'Iraq orientale.

## Storia
La città fu fatta costruire dal Walī di Kufa, al-Hajjaj ibn Yusuf, sulla riva occidentale del fiume Tigri, di fronte all'antico sito di Kashkar.
Lo scopo del governatore era quello di vivere in una città più leale nei confronti degli Omayyadi della quale egli era fedele e forte sostenitore, dopo le vicende belliche che avevano portato quasi alla caduta della dinastia e che proprio da lui doveva la sua vittoria finale contro ʿAbd Allāh b. al-Zubayr e l'alide al-Mukhtār.
Il sito prescelto aveva quindi la doppia funzione di sfuggire l'ostilità di ambienti urbani avversi agli Omayyadi - Kūfa a N (a suo tempo caduta sotto il controllo di al-Mukhtār) e Baṣra a S (in cui s'era espresso a lungo il potere zubayrite) - e di controllare da presso il territorio persiano, ancora ben lungi dall'essere sottomesso al potere islamico.
Proprio la sua posizione intermedia tra Kūfa e Baṣra ne determinò il nome: Wāsiṭ infatti, che deriva dalla radice araba <W-S-Ṭ>, significa "mediano".
Fu in questa città che nel 714 morì il suo celebre governatore al-Ḥajjāj b. Yūsuf.
Durante il periodo ottomano fu capoluogo dell'omonimo sangiaccato.
Il 7 settembre 2000 l'UNESCO l'ha riconosciuta come sito di rilevanza mondiale.